# 蝘蜓座ν
蝘蜓座ν，又名CP-76 598，HD 85396、SAO 256658、HR 3902，是蝘蜓座的一颗恒星，视星等为5.45，位于銀經292.94，銀緯-17.65，其B1900.0坐标为赤經9h 46m 18.5s，赤緯-76° -17.65′ 35″。